# Orosz Sándor (politikus)
Orosz Sándor (Hajdúböszörmény, 1956. május 12. – Kistarcsa, 2021. június 9.) magyar jogász, politikus, országgyűlési képviselő (1994–2010).

## Családja
Orosz Antal (1926–1987) és Balogh Zsófia (1936–2007) gyermekeként született. Testvére, Orosz Antal (1954) grafikus. 1978-ban kötött házasságot Krekó Sára tervező üzemmérnökkel. Két gyermekük született, Dániel (1981) és Anna (1983).

## Életútja
Általános és középiskolai tanulmányait Budapesten végezte, 1974-ben érettségizett a II. Rákóczi Ferenc Gimnáziumban. Egy évig Moszkvában az IMO nemzetközi kapcsolatok szakának a hallgatója volt. 1975–76-ban Kalocsán volt sorkatona, majd az Eötvös Loránd Tudományegyetem Állam- és Jogtudományi Karának a hallgatója lett, ahol 1981-ben szerzett jogi diplomát. 1983-ban ügyvédi szakvizsgát tett. 
Az egyetem elvégzése után a Termelőszövetkezetek Területi Szövetsége Szolnok megyei jogi irodájának a jogászaként kezdett el dolgozni. 1984 februárjától a Halászati Termelőszövetkezetek Szövetségének a munkatársa volt. 1989-től a Haltermelők Országos Szövetségének az igazgatóhelyetteseként tevékenykedett. 1978-ban lépett be a Magyar Szocialista Munkáspártba. 1989 októberében alapító tagja volt a Magyar Szocialista Pártnak. 1990 és 1992 májusa között az MSZP országos választmányának a tagja, 1990 októbere és 1994 szeptembere között a III. kerületi szervezet elnöke volt. 1992 májusától 1994 októberéig az MSZP Országos Elnökségének a tagjaként és agrárügyvivőjeként tevékenykedett. Az 1994. évi országgyűlési választásokon, Budapest 3. számú választókerületében (Óbudán) szerzett mandátumot, amelyet 2010-ig négy cikluson át megőrzött.